# Rue du Général-Roguet
La rue du Général-Roguet est une voie publique de la commune de Clichy, dans le département français des Hauts-de-Seine.

## Situation et accès
Cette rue suit le tracé de la route départementale 17 dans sa plus grande partie.
Partant de la place de la République, elle croise la rue Villeneuve, important axe Est-Ouest joignant Neuilly-sur-Seine à Saint-Ouen-sur-Seine. Elle rejoint ensuite un rond-point à la départementale 17 se dirige vers le pont de Gennevilliers par la route du Port de Gennevilliers. Elle se termine au bord de la Seine.

## Origine du nom
Cette rue doit son nom au général François Roguet (1770 - 1846).

## Bâtiments remarquables et lieux de mémoire
- Parc Roger-Salengro
- Stade Georges-Racine

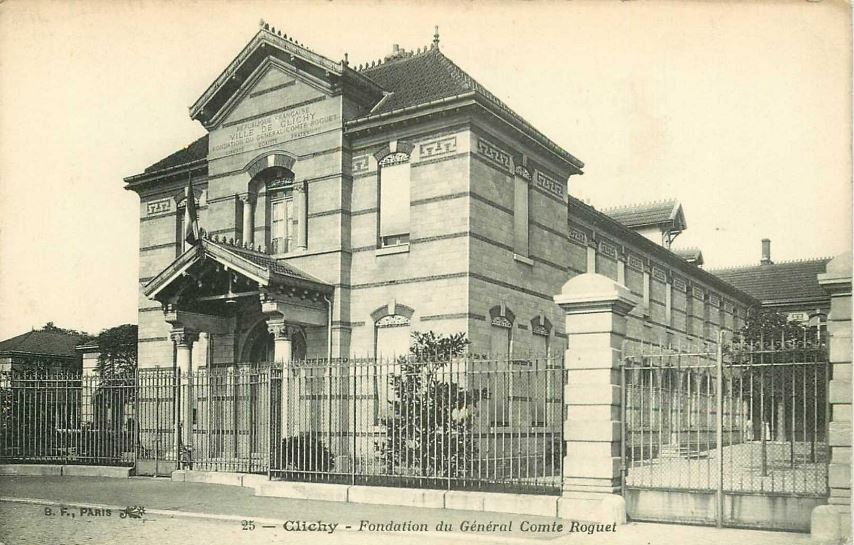
Fondation du Général-Comte Roguet à Clichy, vers 1900.

- Fondation Roguet, établissement public spécialisé en gériatrie[2]
- Cimetière nord de Clichy[3]